# 데이비드 웨넘
데이비드 웨넘(David Wenham, 1965년 9월 21일 ~ )은 오스트레일리아의 배우다.

## 출연 작품

### 영화
- 압솔롬 탈출 (1994)
- 다크 시티 (1998)
- 베터 댄 섹스 (2000)
- 물랑 루즈 (2001)
- 더스트 (2001)
- 반지의 제왕: 두 개의 탑 (2002)
  - 반지의 제왕: 왕의 귀환 (2003)
- 반 헬싱 (2004) - 칼 역
- 프로퍼지션 (2005)
- 300 (2007)
  - 300: 제국의 부활 (2014)
- 결혼 생활 (2007)
- 황시 (2008)
- 오스트레일리아 (2008)
- 퍼블릭 에너미 (2009)
- 여교황 조안 (2009)
- 가디언의 전설 (2010) - 목소리
- 모험왕 블링키 (2015) - 잭코 역
- Force of Destiny (2015)
- 라이언 (2016) - 존 역
- 골드스톤 (2016, Goldstone)
- 캐리비안의 해적: 죽은 자는 말이 없다 (2017) - 스카필드 역
- Ellipsis (2017)
- 피터 래빗 (2018)
  - 피터 래빗 2: 파 프롬 가든 (2021)
- 엘비스 (2022)

### 텔레비전
- 더 코드 (2014)
- 배니쉬드 (2015, Banished) - 아서 필립 역
- 아이언 피스트 (2017) - 해럴드 미첨 역

### 비디오 게임
- 반지의 제왕: 왕의 귀환 (2003)
- 300: 영광의 행진 (2007)